# چنار سوخته (سرخس)
چنار سوخته، روستایی است از توابع بخش مرزداران شهرستان سرخس در استان خراسان رضوی.
این روستا در دهستان گل بی بی قرار دارد و بر اساس سرشماری سال ۱۳۸۵ جمعیت آن (۱۹ خانوار) ۸۷ نفر 
است.